# 幕墙

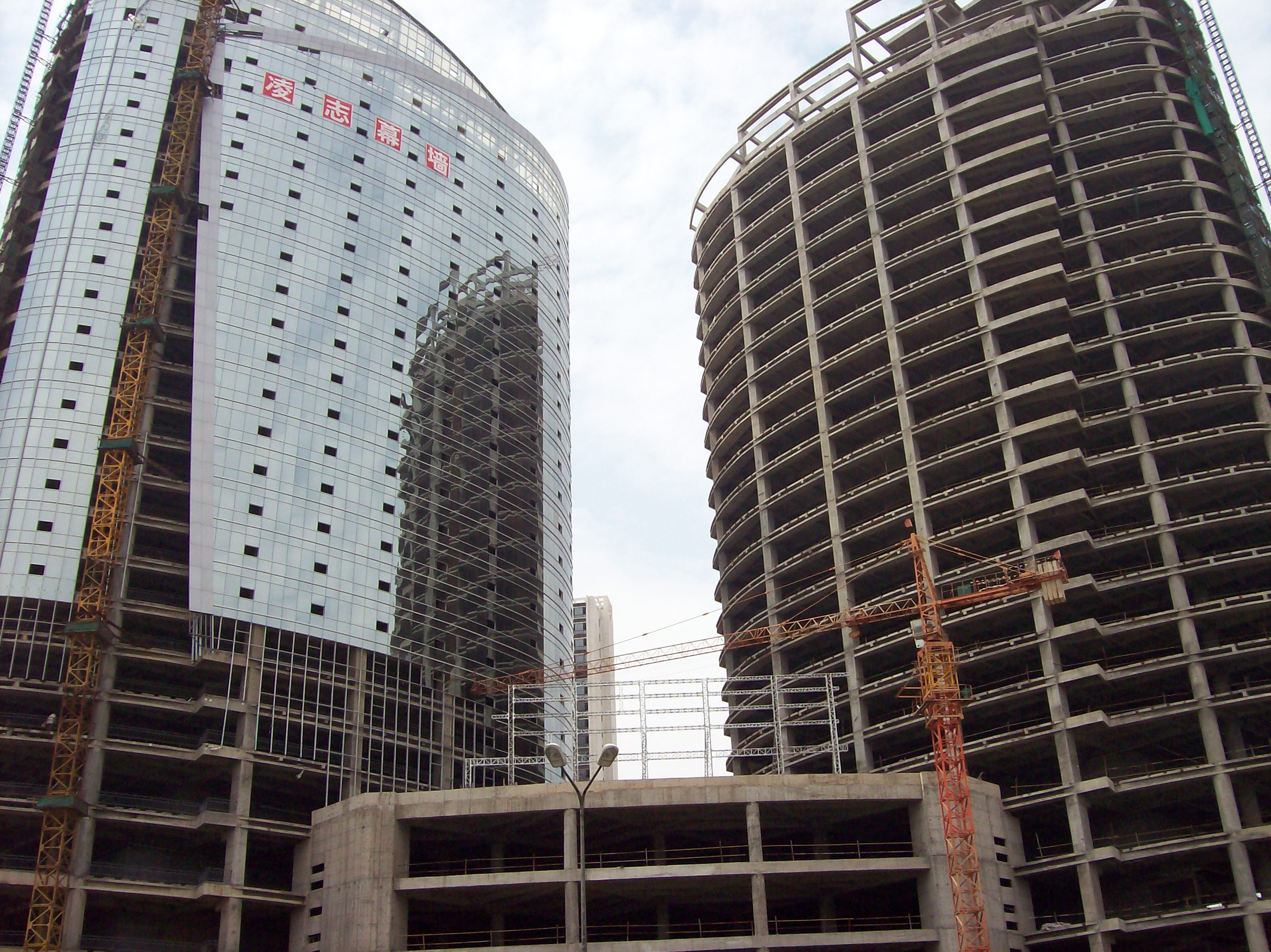
位於武漢的一座未完工的建築，左邊的大樓已鋪上了大半部分的玻璃幕牆，而右邊的則只有建築骨架

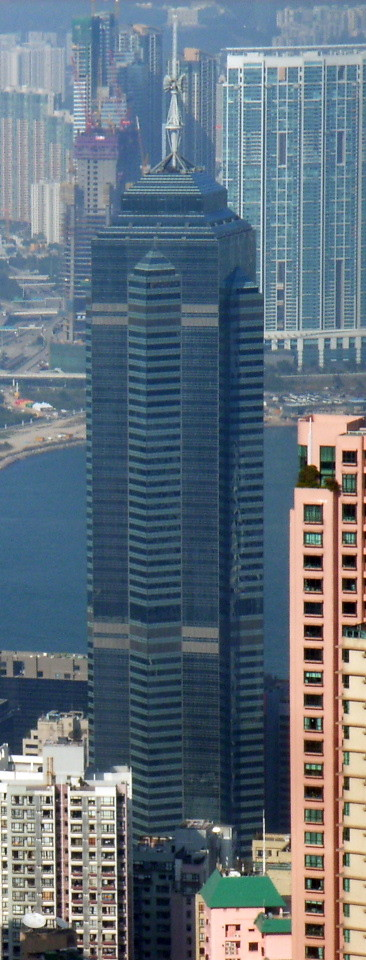
香港有大量玻璃幕牆大廈

幕牆（英語：Curtain Wall），又名建築幕牆，帷幕牆，是現代化建築的經常使用的一種立面，由面板与支承结构体系（支承装置与支承结构）组成的、可相对主体有一定位移能力或自身有一定变形能力、不承担主体结构所受作用的建筑外围护墙或装饰性结构。

## 歷史
最早的幕墙面层由钢铁材料制成，现今多使用铝合金支架加玻璃等面层而廣為人知，因此幕墙也常被單指称为玻璃幕墙，玻璃幕墙有很好的视觉效果，而且玻璃的透光性很好，白天室内人工照明的强度可大大降低，但是由于日光同样携带很高热量，因此在夏天或冬天，玻璃幕墙的建筑物往往需要更多的能源以维持室内温度，因此設計時就需要仔細考慮。
目前具有保温隔热等节能性能的玻璃如Low-e低辐射玻璃已得到广泛的应用，可以节省大量的能源。近些年來生態意識的提升，還有披覆紫外光鍍膜的玻璃外牆設計，除了減少紫外線危害，這種設計主要在於防止鳥類的撞擊（鳥類可見紫外光，但無法辨識玻璃），以期減少對生態的影響。
全隱框玻璃幕牆是世界上較新的一種鋁合金玻璃幕牆系統，是指將玻璃用矽酮結構密封膠（簡稱結構膠）粘結在鋁框上，鋁合金隱藏於玻璃面板後面，外觀全是玻璃，表面無框架，整個幕牆主要呈現玻璃面，整體感觀效果好，受到建築師的青睞。近年來被大面積運用於多、高層建築物。 但近些年，在中華人民共和國、日本等一些國家由於對結構膠可靠性的担心，主要是隱框玻璃完全靠結構化學膠粘結，又没有金屬件固定，其耐老化、施工品質、抗污染等影響安全的因素很多。也有些像上海易帷EWA等提出的“SSP”工法體系來解決隱藏框幕牆應用問題的發展趨勢，也受到了諸多業主和建築師的認可。
斷橋節能的幕牆體系目前也在中國備受爭議，其主要原因是斷橋連接體本身聚酰胺PA66GF25或聚胺酯材性和耐老化、加工品質等。隨著中華人民共和國已有大量工程的實例，以及近年来中華人民共和國對工程質量的關注，也有中國機構開始進一步的研究此方面的問題。

## 物料
大家经常会看到一些建筑物外观由各种颜色的玻璃或庄严肃穆的花岗岩等组成，它们就是幕墙的应用。在建筑物砌体墙外安装的幕墙大都采用非透明面板，如磨砂玻璃、花岗岩、铝板等，主要是为了建筑装饰效果而采用。在结构设计上，幕墙与普通的墙体也有很大不同，因为幕墙一般都要跨越楼层，使整个建筑物外观连成整体，因此幕墙设计要考虑诸如热膨胀、建筑物变形、防水等更多的影响因素。

## 主要性能指标
1. 风压变形
2. 雨水渗漏
3. 空气渗透
4. 平面内变形
5. 热工性能（保温、隔热）
6. 空气隔声性能
7. 耐撞击
8. 光学性能
9. 承重力性能

## 標誌建築
- 聯誼大廈（中國大陸首棟幕牆建築，位於上海市黃浦區延安東路100號，1985年5月落成）
- 德成大廈（香港首棟幕牆建築，位於中環德輔道中20號，1959年落成，並於2020年拆卸）
- 亞洲水泥大樓（台灣首棟幕牆建築，位於台北市中正區寶慶路27號，1966年落成）